# Alexander Benz (Volleyballspieler)
Alexander Benz (* 8. November 1995) ist ein deutscher Volleyballspieler.

## Karriere
Benz wurde beim TV Unterboihingen ausgebildet. In der Saison 2016/17 spielte er mit TSV Georgii-Allianz Stuttgart in der zweiten Liga Süd. 2018/19 war er beim Zweitligisten SV Fellbach aktiv. Später kehrte er zurück nach Stuttgart. 2022 wurde der Außenangreifer von den Baden Volleys SSC Karlsruhe verpflichtet. Mit Karlsruhe schaffte er 2023 den Aufstieg in die erste Liga. Die Baden Volleys schieden im DVV-Pokal 2023/24 im Achtelfinale aus, erreichten aber als Tabellenachter der Hauptrunde das Playoff-Viertelfinale der Bundesliga.
Im Beachvolleyball gewann Benz mit Malte Stiel 2022 und 2023 die baden-württembergische Landesmeisterschaft.